# سامولاکو
سامولاکو (به ایتالیایی: Samolaco) یک کومونه در ایتالیا است که در استان سوندریو واقع شده‌است.

## خصوصیات
سامولاکو ۴۴٫۵ کیلومترمربع مساحت و ۲٬۹۱۳ نفر جمعیت دارد و ۲۳۶ متر بالاتر از سطح دریا واقع شده‌است.